# Stubendek István
Stubendek István (Rozsnyó, 1948. augusztus 6.) zenetanár, karnagy.

## Élete
1967-ben a kassai Magyar Tanítási Nyelvű Ipariskolában érettségizett, majd a nyitrai Pedagógiai Főiskolán zenei nevelés szakot végzett. Budapesten elvégezte a Népművelési Intézet Felsőfokú Karnagyképzőjét. 1971–1976 között a bolyi alapiskola tanára, majd a Tőketerebesi Magyar Tanítók Kórusának karnagya. 1976–1979 között a királyhelmeci alapiskola tanára. 1979-ben Komáromba költözik és a komáromi Művészeti Alapiskola tanára lett.
Különböző iskolai kórusok karnagya volt, 1980-ban Stubendek Lászlóval megalapították a komáromi Csemadok énekkarát Concordia Vegyeskar néven, amelynek azóta is vezetője. A Csehszlovák Magyar Tanítók Központi Énekkarának szólamvezetője, karnagya is volt. 1994-ben alapítója volt a MARIANUM Ének-Zenei Egyházi Alapiskolának, és az iskola gyermekkarának.
Lánya Stubendek Katalin (1972) szlovákiai magyar színművésznő. Testvére Stubendek László (1953) politikus, Komárom volt polgármestere.

## Elismerései
- 2023 HARMONIA életműdíj[1]
- 2024 A Magyar Kultúra Lovagja